# Erlensee
Erlensee é um município da Alemanha, situado no distrito de Main-Kinzig, no estado de Hesse. Tem 18,59 km² de área, e sua população em 2019 foi estimada em 15.187 habitantes.